# ساینوتراک
ساینوتراک (انگلیسی: Sinotruk) شرکت خودروسازی چینی است، که در سال ۲۰۰۷ تأسیس شد.
ساینوتراک یک تولیدکننده کامیون در هنگ کنگ است. شرکت‌های تابعه ساینوتراک در سرزمین اصلی چین کامیون تولید می‌کنند. شرکت مادر آن، گروه کامیون‌های سنگین ملی چین (معروف به گروه ساینوتراک)، یک تولیدکننده کامیون‌های سنگین دولتی چینی است که دفتر مرکزی آن در جینان، استان شاندونگ واقع شده است.